# Szexuális csalódás
A szexuális csalódás vagy szexuális frusztráció az az elégedetlenség érzése, amely a személy kívánt és az elért szexuális tevékenysége közötti eltérésből ered. Fizikai, mentális, érzelmi, társadalmi, vallási vagy spirituális akadályokból fakadhat. Származhat abból is, hogy a szex után nem lesz elégedett, ami olyan problémákból eredhet, mint az anorgazmia, anafrodiziákia, korai magömlés, késleltetett magömlés, merevedési zavarok, vagy a libidók összeegyeztethetetlensége vagy eltérése (vagy az eltérés önérzetből fakadó érzése) és tágabb értelemben vett egzisztenciális frusztrációval is összefügghet.
A szexuális frusztráció abból is adódhat, hogy az egyénnek hiányzik egy vagy több szerve, amely a szexuális kielégülés eléréséhez szükséges. Ez akkor fordulhat elő, ha egy férfi pénisz nélkül születik, vagy azt eltávolítják, vagy ha egy nő csiklóját kulturális vagy orvosi okokból eltávolítják.
A szexuális frusztráció kezelésének történeti módszerei közé tartozott a böjtölés és a libidót elnyomó szerek, például anafrodiziákumok (táplálékkiegészítők) vagy antafrodiziákumok (gyógyszerkiegészítők) szedése. A nemiség hiányából eredő szorongást egyes elemzők az oxitocin hormon hiányával hozzák összefüggésbe. A szexuális frusztráció annak ellenére is lehet releváns, hogy az egyén szexuálisan aktív, mint például a szexuálisan aktív hiperszexuális emberek esetében. A szexuális frusztrációról kimutatták, hogy a fejlődés természetes szakasza az egész fiatalkorban, a serdülőkorban, amikor tinédzserként átesik a pubertáson.